# Defence Academy of the United Kingdom
Die Defence Academy of the United Kingdom mit Sitz in Shrivenham, Oxfordshire, ist eine Einrichtung für die Aus-, Weiter- und Fortbildung der britischen Streitkräfte. Generaldirektor der Defence Academy ist Peter Watkins.

## Geschichte
Die Defence Academy of the United Kingdom wurde im Jahr 2002 gegründet. Die älteste Teileinrichtung wurde 1772 gegründet.

## Einrichtungen
- Royal College of Defence Studies (RCDS), Seaford House, Belgravia, London
- Joint Services Command and Staff College (JSCSC), Shrivenham, Oxfordshire
- Defence Academy - College of Management and Technology (DA-CMT), Shrivenham, Oxfordshire
- Armed Forces Chaplaincy Centre (AFCC), Amport House, Amport, Hampshire
- Defence Technical Undergraduate Scheme

- Aston University
- University of Birmingham
- Loughborough University
- Newcastle University
- Northumbria University
- University of Southampton
- Southampton Solent University

- Welbeck Defence Sixth Form College, Loughborough, Leicestershire